# Haus Kempin
Das Haus Kempin im Prinz-Christians-Weg 25 ist ein Bauwerk in Darmstadt.

## Geschichte und Beschreibung
Das Haus Kempin wurde im Jahre 1911 nach Plänen des Architekten Heinrich Metzendorf erbaut.
Bauherr war der Maler Kurt Kempin.
Stilistisch gehört das Wohnhaus mit Atelier zur Landhausarchitektur mit Jugendstilelementen.
Das Gebäude wurde auf einer quadratischen Grundfläche erbaut.
Das Haus besitzt ein über zwei Geschosse tief heruntergezogenes Satteldach mit Biberschwanzdeckung.
Die holzverschalten Giebel und das Holzspalier sowie die sorgfältig gearbeiteten Schmuckmotive und bossierten Sockel aus Odenwälder Sandstein prägen das äußere Erscheinungsbild des Wohnhauses.
Bei einem Luftangriff im Jahre 1944 wurde das Haus beschädigt.
Danach erfolgte ein vereinfachter Wiederaufbau in der Dachzone.

## Denkmalschutz
Aus architektonischen, baukünstlerischen und stadtgeschichtlichen Gründen steht das Wohnhaus mit Atelier unter Denkmalschutz.